# IAAF World Relays 2014 – sztafeta 4 × 100 metrów kobiet
Sztafeta 4 × 100 metrów kobiet – jedna z konkurencji rozgrywanych podczas IAAF World Relays 2014 na Thomas Robinson Stadium w Nassau.
Pierwsze osiem zespołów wyścigu finałowego uzyskało automatyczną kwalifikację do startu w lekkoatletycznych mistrzostwach świata w Pekinie (w sierpniu 2015). 

## Terminarz
| Data    | Godzina |            |
| ------- | ------- | ---------- |
| 24 maja | 17:49   | Eliminacje |
| 24 maja | 20:33   | Finał B    |
| 24 maja | 20:42   | Finał      |

## Rekordy
| Rekord świata                                  | Stany Zjednoczone · (Tianna Bartoletta, Allyson Felix, Bianca Knight, Carmelita Jeter)  | 40,82 | Londyn, Wielka Brytania | 10 sierpnia 2012     |
| Listy światowe                                 | Jamajka · (Carrie Russell, Kerron Stewart, Anneisha McLaughlin, Trisha-Ann Hawthorne)   | 42,81 | Filadelfia              | 26 kwietnia 2014     |
| Rekord Afryki                                  | Nigeria · (Beatrice Utondu, Faith Idehen, Christy Opara-Thompson, Mary Onyali-Omagbemi) | 42,39 | Barcelona, Hiszpania    | 7 sierpnia 1992      |
| Rekord Azji                                    | Chiny · (Xiao Lin, Li Yali, Liu Xiaomei, Li Xuemei)                                     | 42,23 | Szanghaj, Chiny         | 23 października 1997 |
| Rekord Ameryki Północnej, Środkowej i Karaibów | Stany Zjednoczone · (Tianna Bartoletta, Allyson Felix, Bianca Knight, Carmelita Jeter)  | 40,82 | Londyn, Wielka Brytania | 10 sierpnia 2012     |
| Rekord Ameryki Południowej                     | Brazylia · (Evelyn dos Santos, Ana Cláudia Silva, Franciela Krasucki, Rosângela Santos) | 42,29 | Moskwa, Rosja           | 18 sierpnia 2013     |
| Rekord Europy                                  | NRD · (Silke Gladisch, Sabine Rieger, Ingrid Auerswald, Marlies Göhr)                   | 41,37 | Canberra, Australia     | 6 października 1985  |
| Rekord Australii i Oceanii                     | Australia · (Rachael Massey, Suzanne Broadrick, Jodi Lambert, Melinda Gainsford-Taylor) | 42,99 | Polokwane, RPA          | 18 marca 2000        |

## Rezultaty

### Eliminacje
| Poz. | Bieg | Tor | Reprezentacja              | Zawodniczki                                                                 | Rezultat | Uwagi |
| ---- | ---- | --- | -------------------------- | --------------------------------------------------------------------------- | -------- | ----- |
| 1.   | 1    | 3   | Stany Zjednoczone          | Tianna Bartoletta, Alexandria Anderson, Jeneba Tarmoh, LaKeisha Lawson      | 42,29    | Q, CR |
| 1.   | 2    | 4   | Jamajka                    | Carrie Russell, Kerron Stewart, Schillonie Calvert, Samantha Henry-Robinson | 42,29    | Q, CR |
| 3.   | 1    | 8   | Trynidad i Tobago          | Kamaria Durant, Michelle-Lee Ahye, Reyare Thomas, Kai Selvon                | 42,59    | Q, SB |
| 4.   | 2    | 5   | Nigeria                    | Gloria Asumnu, Blessing Okagbare, Dominique Duncan, Francesca Okwara        | 42,77    | Q, SB |
| 5.   | 1    | 4   | Niemcy                     | Yasmin Kwadwo, Inna Weit, Tatjana Pinto, Verena Sailer                      | 42,92    | q, SB |
| 6.   | 3    | 6   | Wielka Brytania            | Asha Philip, Anyika Onuora, Jodie Williams, Desiree Henry                   | 43,20    | Q     |
| 7.   | 2    | 7   | Brazylia                   | Vanusa dos Santos, Franciela Krasucki, Evelyn dos Santos, Rosângela Santos  | 43,22    | q, SB |
| 8.   | 3    | 3   | Francja                    | Éloyse Lesueur, Céline Distel-Bonnet, Émilie Gaydu, Stella Akakpo           | 43,35    | Q, SB |
| 9.   | 1    | 6   | Szwajcaria                 | Michelle Cueni, Marisa Lavanchy, Mujinga Kambundji, Léa Sprunger            | 43,41    | SB    |
| 10.  | 3    | 7   | Bahamy                     | V'Alonee Robinson, Sheniqua Ferguson, Tayla Carter, Anthonique Strachan     | 43,54    | SB    |
| 11.  | 2    | 8   | Kanada                     | Khamica Bingham, Kimberly Hyacinthe, Crystal Emmanuel, Shai-Anne Davis      | 43,69    | SB    |
| 12.  | 3    | 4   | Portoryko                  | Beatriz Cruz, Celiangeli Morales, Genoiska Cancel, Carol Rodríguez          | 44,04    | SB    |
| 13.  | 3    | 8   | Polska                     | Anna Kiełbasińska, Weronika Wedler, Marta Jeschke, Ewelina Ptak             | 44,07    | SB    |
| 14.  | 2    | 3   | Chiny                      | Tao Yujia, Kong Lingwei, Lin Huijun, Yuan Qiqi                              | 44,12    | SB    |
| 15.  | 1    | 5   | Dominikana                 | Lavonne Idlette, Fany Chalas, Marleni Mejia, Margarita Menzueta             | 44,30    | SB    |
| 16.  | 2    | 6   | Brytyjskie Wyspy Dziewicze | Ashley Kelly, Nelda Huggins, Chantel Malone, Karene King                    | 44,53    | SB    |
| 17.  | 2    | 2   | Wenezuela                  | Wilmary Álvarez, Andrea Purica, Nediam Vargas, Nercely Soto                 | 44,64    | SB    |
| 18.  | 3    | 5   | Japonia                    | Saori Kitakaze, Anna Doi, Mayumi Watanabe, Kana Ichikawa                    | 44,66    |       |
| 19.  | 1    | 7   | Australia                  | Margaret Gayen, Ella Nelson, Monica Brennan, Elly Graff                     | 44,69    |       |

### Finał

#### Finał B
| Poz. | Bieg | Reprezentacja              | Zawodniczki                                                                | Rezultat | Uwagi |
| ---- | ---- | -------------------------- | -------------------------------------------------------------------------- | -------- | ----- |
| 1.   | 5    | Kanada                     | Khamica Bingham, Kimberly Hyacinthe, Crystal Emmanuel, Shai-Anne Davis     | 43,33    | SB    |
| 2.   | 6    | Bahamy                     | V'Alonee Robinso, Sheniqua Ferguson, Caché Armbrister, Anthonique Strachan | 43,46    | SB    |
| 3.   | 4    | Szwajcaria                 | Michelle Cueni, Marisa Lavanchy, Mujinga Kambundji, Léa Sprunger           | 43,55    |       |
| 4.   | 3    | Portoryko                  | Beatriz Cruz, Celiangeli Morales, Genoiska Cancel, Carol Rodríguez         | 43,99    | SB    |
| 5.   | 8    | Chiny                      | Tao Yujia, Zhu Yayun, Lin Huijun, Yuan Qiqi                                | 44,09    | SB    |
| 6.   | 7    | Polska                     | Anna Kiełbasińska, Weronika Wedler, Marta Jeschke, Angelika Stępień        | 44,59    |       |
| 7.   | 2    | Dominikana                 | María Luisa Rodríguez, Fany Chalas, Marleni Mejia, Margarita Manzueta      | 44,87    |       |
| 8.   | 1    | Brytyjskie Wyspy Dziewicze | Ashley Kelly, Nelda Huggins, Chantel Malone, Karene King                   | 45,06    |       |

#### Finał A
| Poz. | Tor | Reprezentacja     | Zawodniczki                                                                 | Rezultat | Uwagi |
| ---- | --- | ----------------- | --------------------------------------------------------------------------- | -------- | ----- |
| 01 ! | 4   | Stany Zjednoczone | Tianna Bartoletta, Alexandria Anderson, Jeneba Tarmoh, LaKeisha Lawson      | 41,88    | CR    |
| 02 ! | 5   | Jamajka           | Carrie Russell, Kerron Stewart, Schillonie Calvert, Samantha Henry-Robinson | 42,28    | SB    |
| 03 ! | 3   | Trynidad i Tobago | Kamaria Durant, Michelle-Lee Ahye, Reyare Thomas, Kai Selvon                | 42,66    |       |
| 4.   | 8   | Nigeria           | Gloria Asumnu, Blessing Okagbare, Dominique Duncan, Francesca Okwara        | 42,67    | SB    |
| 5.   | 6   | Wielka Brytania   | Asha Philip, Bianca Williams, Jodie Williams, Desiree Henry                 | 42,75    | SB    |
| 6.   | 1   | Niemcy            | Yasmin Kwadwo, Inna Weit, Tatjana Pinto, Verena Sailer                      | 43,38    |       |
| 7.   | 2   | Brazylia          | Vanusa dos Santos, Franciela Krasucki, Evelyn dos Santos, Rosângela Santos  | 43,67    |       |
| 8.   | 7   | Francja           | Éloyse Lesueur, Céline Distel-Bonnet, Émilie Gaydu, Stella Akakpo           | 43,76    |       |